# Beau Biden
Joseph Robinette "Beau" Biden III (Wilmington, Delaware, 3 de febrer de 1969 – Bethesda, Maryland, 30 de maig de 2015) va ser un polític, fiscal i militar estatunidenc. Era el fill més gran dels tres del matrimoni del president dels Estats Units Joe Biden i la seva primera muller, Neilia Hunter Biden. Va ser fiscal general de Delaware i comandant de la Guàrdia Nacional de Delaware.

## Infantesa i família
Biden va néixer a Wilmington (Delaware) i era el fill més gran de l'exsenador, exvicepresident i actual president Joe Biden i la seva primera muller Neilia Hunter. El 18 de desembre de 1972, la seva mare Neilia i la seva germana petita Naomi van morir en un accident de cotxe mentre feien les compres nadalenques. Beau tenia menys de 4 anys el seu germà Hunter en tenia 2. Ambdós van sobreviure l'accident i van ser duts a l'hospital en una condició estable; Beau amb una cama trencada i altres ferides i Hunter amb una fractura cranial aguda i altres ferides cranials.
Segons alguns mitjans, tant Beau com Hunter volia que el seu pare es tornés a casar, arribant a preguntar-li «quan 'ens' casarem [amb la hipotètica segona esposa]». El juny de 1977, amb 8 anys, Jill Jacobs va casar-se amb Joe Biden i Biden la va rebre com una segona mare. La seva germana Ashley va néixer el 1981.
Biden es va casar amb Hallie Olivere el 2002. Van tenir una filla, Natalie, el 2004, i un fill, Robert Hunter Biden II, el 2006.

## Carrera
Biden es va graduar de l'Acadèmia Archmere, com el seu pare, i de la Universitat de Pennsilvània. També es va graduar en dret per la Universitat de Siracusa, com també havia fet el seu pare anys enrere. Del 1995 al 2004 va treballar al Departament de Justícia dels Estats Units a Filadèlfia i el 2004 va esdevenir soci d'un bufet d'advocats, on treballaria durant dos anys abans de ser elegit fiscal general de Delaware.
A la Convenció Nacional Demòcrata de 2008, després que Joe Biden fos nominat a la vicepresidència dels Estats Units, Beau va introduir el seu pare. Va explicar el compromís com a pare de Joe Biden després de l'accident de cotxe que va matar la seva mare i germana, discurs que va fer plorar molts dels delegats.

## Servei militar
Biden es va unir a l'exèrcit el 2003.

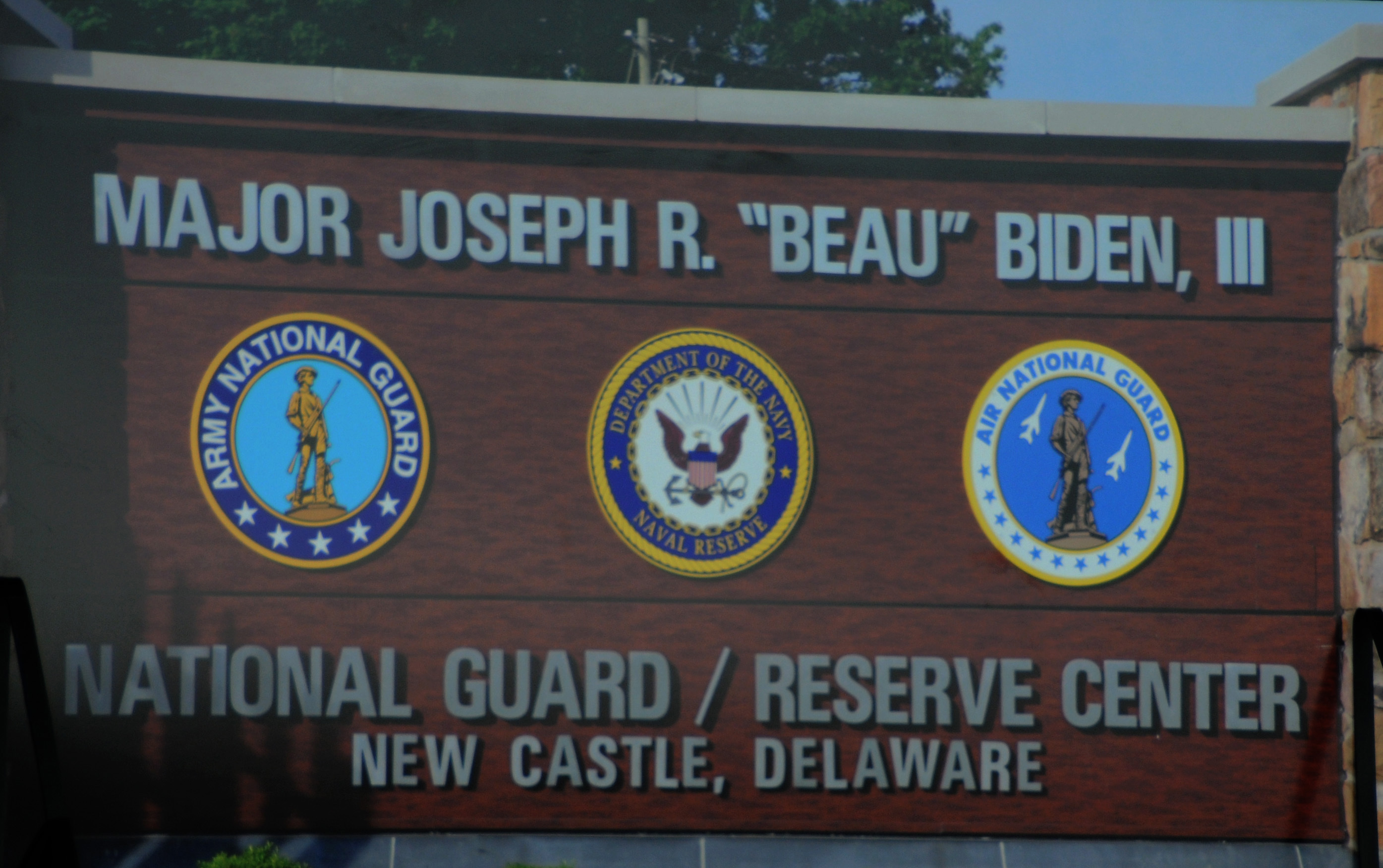
La seu de la Guàrdia Nacional de Delaware a New Castle va rebre el seu nom en honor seu després de la seva mort.

La unitat de Biden es va activar per desplegar-se a l'Iraq el 3 d'octubre de 2008, el dia abans del debat vicepresidencial de 2008, en què participava el seu pare.
Biden va viatjar a Washington DC des de l'Iraq el gener de 2009 per assistir a la inauguració presidencial i a la cerimònia de presa de possessió com a vicepresident del seu pare. Després retornà a l'Iraq, on el seu pare el visità el 4 de juliol de 2009.
Biden va tornar de l'Iraq el setembre de 2009, després de completar el seu període de servei actiu d'un any. Va rebre la Medalla Estrella de Bronze pels seus serveis a l'Iraq.

## Carrera política

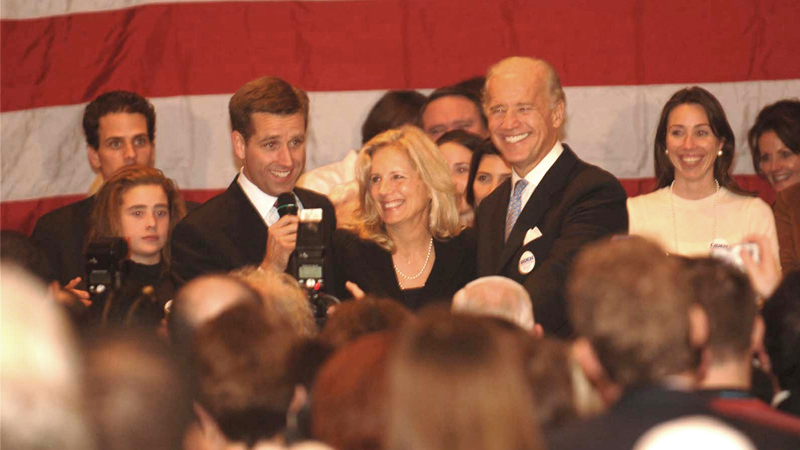
Biden fent el discurs de victòria després de ser elegit fiscal general de Delaware el 2006, amb el seu pare i madrastra.

Joe Biden es va presentar per primer cop en unes eleccions optant a fiscal general de Delaware el 2006. Biden va guanyar per uns 5 punts en una campanya centrada en l'experiènca dels candidats i en les mesures proposades per enfrontar-se a violadors, depredadors d'Internet, la violència a la gent gran i la violència domèstica. L'octubre de 2009, Biden va dir que estava pensant en presentar-se al Senat i que prendria la decisió el gener. El 25 de gener, Biden va confirmar que no es presentaria per centrar-se en processar l'infame pederasta Earl Bradley.
El 2 de novembre de 2010 va ser reelegit per un segon mandat com a fiscal general de Delaware, vencent per un ampli marge el candidat independent de Delaware Doug Campbell.
Biden no es va presentar per un tercer mandat com a fiscal general el 2014. La primavera d'aquell mateix any, va anunciar la seva intenció de presentar-se a governador de Delaware a les eleccions de 2016 per succeir el govern demòcrata Jack Markell, que ja havia complert els mandats màxims. En el moment d'anunciar-ho, el càncer que n'acabaria ocasionat la mort el 2015 estava en remissió però la informació no era pública.
| Resultats electorals | Resultats electorals       | Resultats electorals | Resultats electorals | Resultats electorals | Resultats electorals | Resultats electorals | Resultats electorals | Resultats electorals | Resultats electorals | Resultats electorals | Resultats electorals | Resultats electorals |
| -------------------- | -------------------------- | -------------------- | -------------------- | -------------------- | -------------------- | -------------------- | -------------------- | -------------------- | -------------------- | -------------------- | -------------------- | -------------------- |
| Any                  | Càrrec                     | Elecció              |                      | Candidat             | Partit               | Vots                 | %                    |                      | Oponent              | Partit               | Vots                 | %                    |
| 2006                 | Fiscal general de Delaware | General              |                      | Joseph R. Biden III  | Demòcrata            | 133.152              | 52,5%                |                      | Ferris Wharton       | Republicà            | 120.062              | 47,4%                |
| 2010                 | Fiscal general de Delaware | General              |                      | Joseph R. Biden III  | Demòcrata            | 196.799              | 78,9%                |                      | Doug Campbell        | Independent          | 52.517               | 21,1%                |

## Malaltia i mort

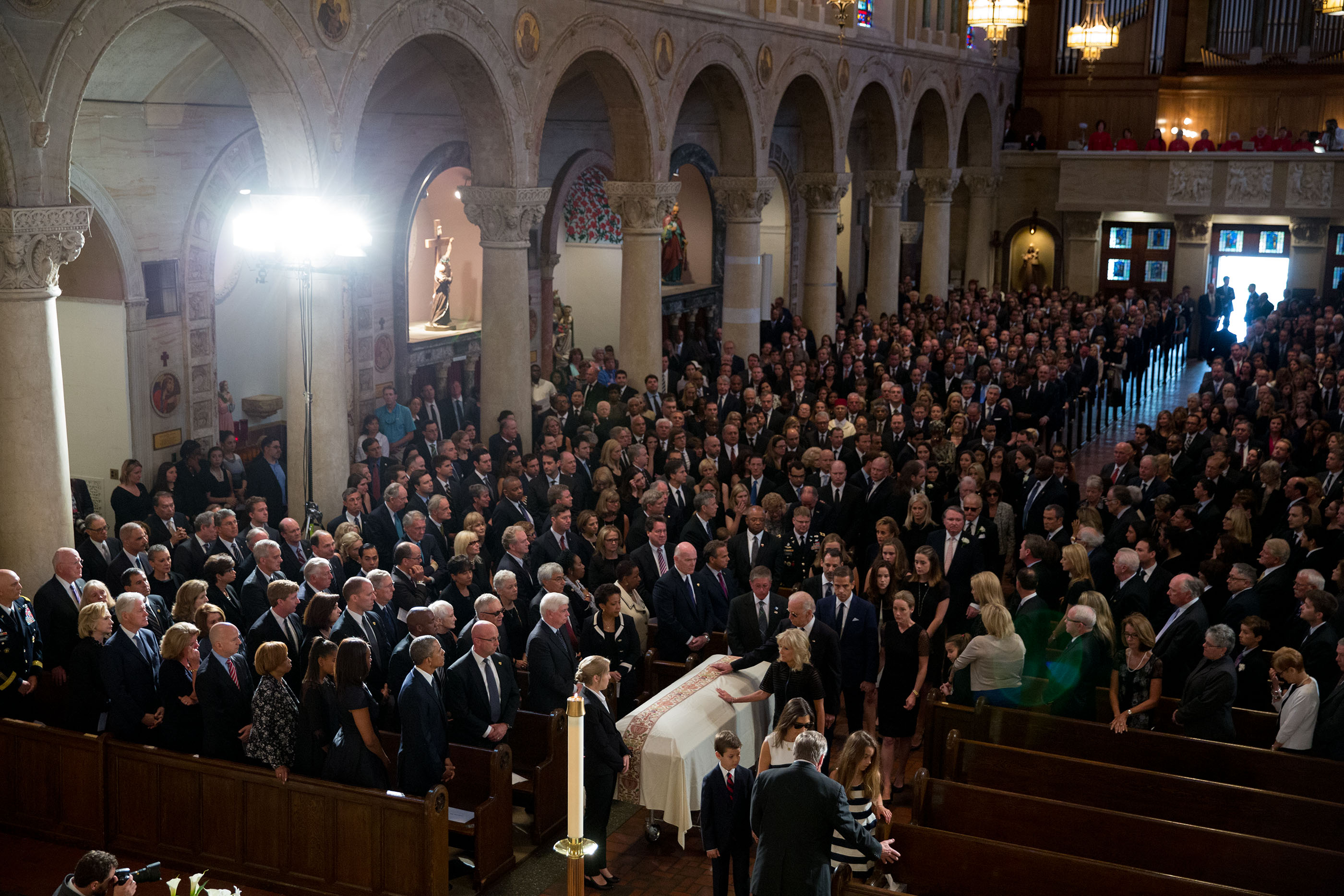
El funeral de Biden a una església catòlica de Wilmington (Delaware).

Els últims anys de la seva vida, Biden tenia un tumor cerebral. El maig de 2010 va ser ingressat en un hospital de Delaware després de queixar-se de mal de cap, entumiment i paràlisi i els metges van dir que havia patit un infart lleu. Aquell mateix mes va ser traslladat a un hospital de Filadèlfia, on seria mantingut en observació durant dies.
L'agost de 2013, Biden va ser ingressat en un hospital de Houston, on va ser diagnosticat amb un tumor cerebral. Biden va rebre tractaments de radiació i quimioteràpia i el càncer es va mantenir estable. El 20 de maig de 2015 va ser ingressat en un hospital de Maryland per una reaparació del tumor cerebral. Hi moriria al cap de deu dies, el 30 de maig de 2015, als 46 anys. El funeral es va celebrar el 6 de juny de 2015 a Wilmington (Delaware) i va ser entrerrar a Greenville (Delaware).
Tant el president Barack Obama com la primera dama Michelle Obama, les seves filles Malia i Sasha, l'expresident Bill Clinton, l'exsecretària d'Estat Hillary Clinton, l'excap de l'Estat Major de l'exèrcit Ray Odierno i el líder de la majoria al Senat Mitch McConnell van assistir al seu funeral multitudinari.

## Guardons pòstums i llegat
El 2 de març de 2020, Joe Biden va comparar el seu fill a l'exalcalde de South Bend (Indiana), Pete Buttigieg, en un discurs després que aquest li donés suport a les eleccions presidencials de 2020.